# Токский сельсовет
Токский сельсовет — сельское поселение в Красногвардейском районе Оренбургской области Российской Федерации.
Административный центр — село Токское.

## История
9 марта 2005 года в соответствии с законом Оренбургской области № 1901/343-III-ОЗ образовано сельское поселение Токский сельсовет, установлены границы муниципального образования.

## Население
| 2010  | 2012  | 2013  | 2014  | 2015  | 2016  | 2017  |
| ----- | ----- | ----- | ----- | ----- | ----- | ----- |
| 1425  | ↘1404 | ↘1373 | ↘1345 | ↘1325 | ↘1322 | ↘1302 |
| 2018  | 2019  | 2020  | 2021  |       |       |       |
| →1302 | ↘1290 | ↘1262 | ↘1246 |       |       |       |

## История
В 1960-е годы Фрунзенский сельсовет переименован в Токский сельсовет.

## Состав сельского поселения
| № | Населённый пункт | Тип населённого пункта       | Население |
| - | ---------------- | ---------------------------- | --------- |
| 1 | Долинск          | посёлок                      | 434       |
| 2 | Комсомолец       | посёлок                      | 16        |
| 3 | Нижнеильясово    | деревня                      | 151       |
| 4 | Среднеильясово   | деревня                      | 173       |
| 5 | Токское          | село, административный центр | ↗651      |

### Упразднённые населённые пункты
Алексеевка — упразднённое в 1998 году село.

## Инфраструктура
Личное подсобное хозяйство с зоной сельскохозяйственного использования, индивидуальная застройка усадебного типа.
Основа экономики — сельское хозяйство. Действовал колхоз «Комсомолец».